# Марія Прусська (1855—1888)
Марія Прусська, повне ім'я Марія Єлизавета Луїза Фредеріка Прусська (нім. Marie Elisabeth Louise Frederika von Preußen, 14 вересня 1855 — 20 червня 1888) — прусська принцеса з династії Гогенцоллернів, донька принца Пруссії Фрідріха Карла та ангальтської принцеси Марії Анни, дружина принца Оранж-Нассау Генріха, після його смерті — дружина принца Саксен-Альтенбурзького Альберта.

## Життєпис
Марія народилась 14 вересня 1855 року у Мармуровому палаці Потсдама первісткою в родині принца Пруссії Фрідріха Карла та його дружини Марії Анни Ангальт-Дессау, народившись за дев'ять з половиною місяців після їхнього весілля. Згодом в сім'ї народились сестри Єлизавета Анна, Анна Вікторія та Луїза Маргарита і син Фрідріх Леопольд.

У 22 роки Марія стала дружиною 58-річного Генріха Нідерландського, губернатора Люксембургу. Наречений був удівцем і дітей не мав. Цей шлюб мав забезпечити Оранську династію спадкоємцями. Весілля відбулося 23 серпня 1878 року у Новому палаці Потсдаму. До свого відбуття в Голландію Марія отримала кілька уроків голландської мови. Однак за п'ять місяців Генріх помер, захворівши на кір. Нащадків у пари не залишилось.

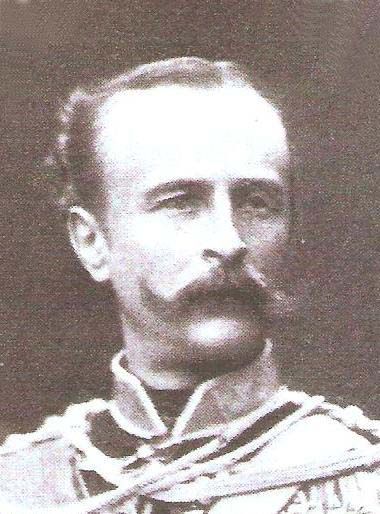
Альберт Саксен-Альтенбурзький

Після смерті чоловіка Марія оселилась в Гаазі. Теплі стосунки пов'язували її з королевою Еммою, яка 1879 року стала дружиною її діверя Віллема III.
У 29 років Марія одружилася з 42-річним принцом Альбертом Саксен-Альтебурзьким. Вінчання пройшло 6 травня 1885 року в Берліні. Тоді ж Альберт перейшов до німецької армії, прослуживши до цього 20 років у Росії. Сучасники відзначали його веселий норов, дотепність та невтомність у розповідях.
У шлюбі народила двох доньок. За два тижні після народження молодшої доньки 32-річна Марія померла від наслідків пологової гарячки. Похована принцеса в мавзолеї королівської сім'ї.

## Родина
Чоловік — Генріх Нідерландський
Діти:
- не було

Чоловік — Альберт Саксен-Альтенбурзький
Діти:
- Ольга Єлизавета (1886—1955) — дружина графа Пюклер-Бурггаусс Карла Фрідріха, мала із ним сина та двох доньок;
- Марія (1888—1947) — дружина князя Рьойс цу Кьостриць Генріха XXXV, мала із ним єдину доньку, що померла у 21-річному віці, не залишивши нащадків.